# Årnes (stacja kolejowa)
Årnes – stacja kolejowa w Årnes, w regionie Akershus w Norwegii, jest oddalona od Oslo Sentralstasjon o 58,45 km. Leży na wysokości 127,1 m n.p.m. Jest stacją przesiadkową na ruch dalekobieżny.

## Ruch lokalny
Leży na linii Kongsvingerbanen. Jest elementem  kolei aglomeracyjnej w Oslo - w systemie SKM ma numer  460.  Obsługuje Oslo Sentralstasjon i Kongsvinger. Pociągi odjeżdżają co pół godziny w szczycie i co godzinę poza godzinami szczytu; część pociągów nie zatrzymuje się na wszystkich stacjach. 

## Ruch dalekobieżny
Ze stacji odjeżdżają pociągi w kierunku Sztokholmu w liczbie 5 połączeń dziennie. 

## Obsługa pasażerów
Wiata, poczekalnia, kasa biletowa, automat biletowy, parking na 70 miejsc, parking rowerowy, kiosk, ułatwienia dla niepełnosprawnych, przystanek autobusowy, postój taksówek. Odprawa podróżnych odbywa się w pociągu.